# Archäologische Gesellschaft in Sachsen
Die Archäologische Gesellschaft in Sachsen e.V. (AGiS) ist ein 2011 gegründeter Verein, der die archäologisch-wissenschaftliche Forschung in Sachsen fördern und einer interessierten Öffentlichkeit vermitteln möchte.

## Geschichte
Der Verein wurde am 6. Dezember 2011 im Japanischen Palais in Dresden gegründet.
Seit 2012/13 ist die Gesellschaft als Mitherausgeberin an der vom Landesamt für Archäologie Sachsen publizierten, jährlich erscheinenden Zeitschrift „Archæo. Archäologie in Sachsen“ beteiligt.

## Vorstand
- Vorsitzender: Florian Innerhofer
- 1. Stellvertretende Vorsitzende: Jasmin Kaiser
- 2. Stellvertretende Vorsitzende: Karina Iwe
- Schriftführerin: Susanne Schöne
- Schatzmeisterin: Petra Schug

Zum Gründungsvorstand gehörten die Archäologen Andreas Christl, Susann Richter, Michael Strobel, Rebecca Wegener sowie Thomas Westphalen. Außerdem war die Prähistorikerin Anja Kaltofen mehrere Jahre Mitglied des Vorstandes.